# Provincia de Sud, Rwanda
Provincia de Sud este o unitate administrativă de gradul I  în Rwanda. Resedința sa este orașul Nyanza.